# Pregrada
Pregrada    er en by i distriktet Krapina-Zagorje i Kroatien.
I folketællingen 2011 var der 6.594 indbyggere i nedenstående bebyggelser:
- Benkovo,  indb. 326
- Bregi Kostelski,  indb. 269
- Bušin,  indb. 139
- Cigrovec,  indb. 414
- Donja Plemenšćina,  indb. 138
- Gabrovec,  indb. 59
- Gorjakovo,  indb. 344
- Gornja Plemenšćina,  indb. 273
- Klenice,  indb. 80
- Kostel,  indb. 137
- Kostelsko,  indb. 244
- Mala Gora,  indb. 169
- Marinec,  indb. 118
- Martiša Ves,  indb. 19
- Pavlovec Pregradski,  indb. 229
- Pregrada,  indb. 1.828
- Sopot,  indb. 330
- Stipernica,  indb. 172
- Svetojurski Vrh,  indb. 166
- Valentinovo,  indb. 163
- Velika Gora,  indb. 86
- Vinagora,  indb. 41
- Višnjevec,  indb. 174
- Vojsak,  indb. 157
- Vrhi Pregradski,  indb. 395
- Vrhi Vinagorski,  indb. 124

## Historie
Navnet Pregrada nævnes første gang den 9. august 1334 i vedtægterne for Zagreb Kaptol. Sognet er bestemt meget ældre, fordi det var opført som det ældste i Zagorje ærkebispedømme.
I slutningen af det 19. og begyndelsen af det 20. århundrede var Pregrada en distriktshovedstad i  Varaždin distrikt (tidligere) (en) i Kongeriget Kroatien-Slavonien.